# Центральный банк Иордании
Центральный банк Иордании (англ. Central Bank of Jordan, араб.  البنك المركزي الأردني‎) — центральный банк Иорданского Хашимитского Королевства.

## История
В 1950 году в Лондоне создан Валютный совет Иордании (Jordan Currency Board). В 1959 году принят закон о создании Центрального банка Иордании. Банк начал операции 1 октября 1964 года, ему были переданы функции упразднённого Валютного совета.